# 盛京五部侍郎年表
盛京五部侍郎年表旨在列舉中國清朝順治十五年（1658年）至光緒三十一年（1905年）的的盛京五部（戶部、禮部、兵部、刑部、工部）的最高長官。

## 順治年間
| 年代                  | 戶部侍郎    | 禮部侍郎 | 兵部侍郎 | 刑部侍郎 | 工部侍郎 |
| --------------------- | ----------- | -------- | -------- | -------- | -------- |
| 順治十六年 （1659年） | 費齊        | 胡密達   |          |          | 努山     |
| 順治十七年 （1660年） | 費齊        | 胡密達   |          |          | 努山     |
| 順治十八年 （1661年） | 費齊 吳瑪護 | 胡密達   |          |          | 努山     |

## 康熙年間
| 年代                    | 戶部侍郎             | 禮部侍郎        | 兵部侍郎      | 刑部侍郎      | 工部侍郎           |
| ----------------------- | -------------------- | --------------- | ------------- | ------------- | ------------------ |
| 康熙元年 （1662年）     | 吳瑪護               | 胡密達          |               |               | 努山               |
| 康熙二年 （1663年）     | 吳瑪護               | 胡密達          |               |               | 努山               |
| 康熙三年 （1664年）     | 吳瑪護               | 胡密達          |               | 祁通格        | 努山               |
| 康熙四年 （1665年）     | 吳瑪護               | 胡密達          |               | 祁通格        | 努山               |
| 康熙五年 （1666年）     | 吳瑪護               | 胡密達          |               | 祁通格        | 努山               |
| 康熙六年 （1667年）     | 吳瑪護               | 胡密達          |               | 祁通格        | 努山               |
| 康熙七年 （1668年）     | 吳瑪護 納桑阿        | 胡密達 哈爾松阿 |               | 祁通格        | 努山 敖色          |
| 康熙八年 （1669年）     | 納桑阿               | 哈爾松阿        |               | 祁通格        | 敖色               |
| 康熙九年 （1670年）     | 納桑阿               | 哈爾松阿        |               | 祁通格 杭艾   | 敖色               |
| 康熙十年 （1671年）     | 納桑阿               | 哈爾松阿        |               | 杭艾          | 敖色               |
| 康熙十一年 （1672年）   | 納桑阿               | 哈爾松阿        |               | 杭艾          | 敖色               |
| 康熙十二年 （1673年）   | 納桑阿 色赫          | 哈爾松阿        |               | 杭艾          | 敖色               |
| 康熙十三年 （1674年）   | 色赫                 | 哈爾松阿        |               | 杭艾          | 敖色               |
| 康熙十四年 （1675年）   | 色赫                 | 哈爾松阿        |               | 杭艾          | 敖色               |
| 康熙十五年 （1676年）   | 色赫                 | 哈爾松阿        |               | 杭艾          | 敖色               |
| 康熙十六年 （1677年）   | 色赫                 | 哈爾松阿        |               | 杭艾          | 敖色 沙賴          |
| 康熙十七年 （1678年）   | 色赫                 | 哈爾松阿        |               | 杭艾          | 沙賴               |
| 康熙十八年 （1679年）   | 色赫                 | 哈爾松阿        |               | 杭艾          | 沙賴               |
| 康熙十九年 （1680年）   | 色赫                 | 哈爾松阿        |               | 杭艾          | 沙賴 廖旦          |
| 康熙二十年 （1681年）   | 色赫                 | 哈爾松阿        |               | 杭艾          | 廖旦               |
| 康熙二十一年 （1682年） | 色赫                 | 哈爾松阿        |               | 杭艾 噶爾圖   | 廖旦               |
| 康熙二十二年 （1683年） | 色赫 莽色            | 哈爾松阿 席蘭泰 |               | 噶爾圖        | 廖旦               |
| 康熙二十三年 （1684年） | 莽色                 | 席蘭泰          |               | 噶爾圖        | 廖旦               |
| 康熙二十四年 （1685年） | 莽色                 | 席蘭泰          |               | 噶爾圖        | 廖旦               |
| 康熙二十五年 （1686年） | 莽色                 | 席蘭泰          |               | 噶爾圖 阿禮瑚 | 廖旦               |
| 康熙二十六年 （1687年） | 莽色                 | 席蘭泰          |               | 阿禮瑚        | 廖旦 圖爾宸        |
| 康熙二十七年 （1688年） | 莽色 趙山            | 席蘭泰 朱善     |               | 阿禮瑚 吳什巴 | 圖爾宸             |
| 康熙二十八年 （1689年） | 趙山 阿喇彌          | 朱善            |               | 吳什巴        | 圖爾宸             |
| 康熙二十九年 （1690年） | 阿喇彌               | 朱善 單璧       |               | 吳什巴 鄔赫   | 圖爾宸             |
| 康熙三十年 （1691年）   | 阿喇彌               | 朱善 單璧       | 舜拜          | 鄔赫 明額禮   | 圖爾宸 星安        |
| 康熙三十一年 （1692年） | 阿喇彌               | 單璧            | 舜拜          | 明額禮        | 星安               |
| 康熙三十二年 （1693年） | 阿喇彌               | 單璧            | 舜拜          | 明額禮 佛葆   | 星安               |
| 康熙三十三年 （1694年） | 阿喇彌 帕海          | 單璧 艾肅       | 舜拜          | 佛葆          | 星安 傅德          |
| 康熙三十四年 （1695年） | 帕海                 | 艾肅 庸愛       | 舜拜 傅繼祖   | 佛葆 額赫禮   | 傅德               |
| 康熙三十五年 （1696年） | 帕海                 | 庸愛 阿山       | 傅繼祖        | 額赫禮        | 傅德 齊穡          |
| 康熙三十六年 （1697年） | 帕海                 | 阿山 哈山       | 傅繼祖        | 額赫禮        | 齊穡               |
| 康熙三十七年 （1698年） | 帕海                 | 哈山            | 傅繼祖        | 額赫禮        | 齊穡 蘇赫納 白爾克 |
| 康熙三十八年 （1699年） | 帕海                 | 哈山            | 傅繼祖        | 額赫禮        | 白爾克             |
| 康熙三十九年 （1700年） | 帕海                 | 哈山            | 傅繼祖 額倫特 | 額赫禮 布泰   | 白爾克             |
| 康熙四十年 （1701年）   | 帕海                 | 哈山            | 額倫特        | 巢可託        | 白爾克             |
| 康熙四十一年 （1702年） | 帕海 希福納          | 哈山            | 額倫特 傅紳   | 巢可託        | 白爾克             |
| 康熙四十二年 （1703年） | 希福納               | 哈山            | 傅紳          | 巢可託        | 白爾克             |
| 康熙四十三年 （1704年） | 希福納               | 哈山            | 傅紳          | 巢可託        | 白爾克             |
| 康熙四十四年 （1705年） | 希福納 法特哈 阿璽泰 | 哈山            | 傅紳          | 巢可託 布爾賽 | 白爾克             |
| 康熙四十五年 （1706年） | 阿璽泰 董國禮        | 哈山            | 傅紳          | 布爾賽 慕成額 | 白爾克 席爾圖      |
| 康熙四十六年 （1707年） | 董國禮               | 哈山            | 傅紳          | 慕成額        | 席爾圖             |
| 康熙四十七年 （1708年） | 董國禮               | 哈山            | 傅紳          | 慕成額        | 席爾圖             |
| 康熙四十八年 （1709年） | 董國禮               | 哈山            | 傅紳          | 慕成額        | 席爾圖             |
| 康熙四十九年 （1710年） | 董國禮               | 哈山 蘇爾德     | 傅紳          | 慕成額        | 席爾圖 遜柱        |
| 康熙五十年 （1711年）   | 董國禮               | 蘇爾德          | 傅紳 色爾圖   | 慕成額        | 遜柱 貝和諾        |
| 康熙五十一年 （1712年） | 董國禮               | 蘇爾德          | 色爾圖        | 慕成額        | 貝和諾             |
| 康熙五十二年 （1713年） | 董國禮               | 蘇爾德 巴濟納   | 色爾圖        | 慕成額 瓦爾答 | 貝和諾             |
| 康熙五十三年 （1714年） | 董國禮               | 巴濟納          | 色爾圖        | 瓦爾答        | 貝和諾             |
| 康熙五十四年 （1715年） | 董國禮               | 巴濟納          | 色爾圖        | 瓦爾答        | 貝和諾             |
| 康熙五十五年 （1716年） | 董國禮               | 巴濟納          | 色爾圖        | 瓦爾答 馬進泰 | 貝和諾             |
| 康熙五十六年 （1717年） | 董國禮               | 巴濟納          | 色爾圖 海壽   | 馬進泰        | 貝和諾             |
| 康熙五十七年 （1718年） | 董國禮               | 巴濟納          | 海壽          | 馬進泰        | 貝和諾 蘇庫        |
| 康熙五十八年 （1719年） | 董國禮 花鄯          | 巴濟納          | 海壽          | 馬進泰        | 蘇庫               |
| 康熙五十九年 （1720年） | 花鄯                 | 巴濟納          | 海壽 楊柱     | 馬進泰        | 蘇庫               |
| 康熙六十年 （1721年）   | 花鄯 保德            | 巴濟納          | 楊柱          | 馬進泰        | 蘇庫               |
| 康熙六十一年 （1722年） | 保德 格爾布          | 巴濟納          | 楊柱 伊忒海   | 馬進泰        | 蘇庫 李永紹        |

## 雍正年間
| 年代                  | 戶部侍郎               | 禮部侍郎         | 兵部侍郎      | 刑部侍郎              | 工部侍郎                 |
| --------------------- | ---------------------- | ---------------- | ------------- | --------------------- | ------------------------ |
| 雍正元年 （1723年）   | 格爾布                 | 巴濟納 關色      | 伊忒海 吳爾泰 | 馬進泰                | 李永紹                   |
| 雍正二年 （1724年）   | 格爾布                 | 關色 噶什圖      | 吳爾泰        | 馬進泰                | 李永紹 魏廷珍            |
| 雍正三年 （1725年）   | 格爾布 傅鼐            | 噶什圖 尹泰      | 吳爾泰        | 馬進泰 武格           | 魏廷珍 增壽              |
| 雍正四年 （1726年）   | 傅鼐 王朝恩            | 尹泰             | 吳爾泰        | 武格                  | 增壽 常保                |
| 雍正五年 （1727年）   | 王朝恩                 | 尹泰             | 吳爾泰 永福   | 武格                  | 常保 武格（兼理） 通智   |
| 雍正六年 （1728年）   | 王朝恩                 | 尹泰             | 永福          | 武格                  | 通智 吳達禮              |
| 雍正七年 （1729年）   | 王朝恩 永福（署） 和善 | 尹泰 永國 申珠渾 | 永福          | 武格 王朝恩           | 吳達禮 永國（兼） 陳福壽 |
| 雍正八年 （1730年）   | 和善                   | 申珠渾           | 永福          | 王朝恩 黎致遠（兼理） | 陳福壽                   |
| 雍正九年 （1731年）   | 和善                   | 申珠渾           | 永福          | 申珠渾（兼理）        | 陳福壽 對琳              |
| 雍正十年 （1732年）   | 和善 兆華              | 申珠渾           | 永福          | 申珠渾（兼理）        | 對琳                     |
| 雍正十一年 （1733年） | 葛森                   | 申珠渾           | 永福          | 申珠渾（兼理）        | 對琳                     |
| 雍正十二年 （1734年） | 葛森 官保              | 申珠渾           | 永福          | 申珠渾（兼理） 葛森   | 對琳                     |
| 雍正十三年 （1735年） | 官保                   | 德福             | 永福          | 葛森                  | 對琳 七克新（署）        |

## 乾隆年間
| 年代                    | 戶部侍郎           | 禮部侍郎           | 兵部侍郎               | 刑部侍郎           | 工部侍郎            |
| ----------------------- | ------------------ | ------------------ | ---------------------- | ------------------ | ------------------- |
| 乾隆元年 （1736年）     | 官保               | 德福               | 永福                   | 葛森               | 七克新（署） 奚德慎 |
| 乾隆二年 （1737年）     | 官保 雙喜          | 德福               | 永福                   | 葛森               | 奚德慎              |
| 乾隆三年 （1738年）     | 雙喜               | 德福               | 永福                   | 葛森 吳拜          | 奚德慎              |
| 乾隆四年 （1739年）     | 雙喜               | 德福               | 永福 常安              | 吳拜               | 奚德慎 法敏 德齡    |
| 乾隆五年 （1740年）     | 雙喜               | 德福               | 常安 阿山              | 吳拜               | 德齡 偉璱           |
| 乾隆六年 （1741年）     | 雙喜               | 德福 納爾泰        | 阿山                   | 吳拜               | 偉璱                |
| 乾隆七年 （1742年）     | 雙喜               | 納爾泰             | 阿山                   | 吳拜 兆惠          | 偉璱                |
| 乾隆八年 （1743年）     | 雙喜               | 納爾泰             | 阿山 春山              | 兆惠               | 德新                |
| 乾隆九年 （1744年）     | 雙喜               | 納爾泰             | 春山                   | 兆惠 托時          | 德新 留保           |
| 乾隆十年 （1745年）     | 雙喜 蘊著          | 納爾泰             | 春山 敷文              | 托時               | 留保 蘊著 鼐滿岱    |
| 乾隆十一年 （1746年）   | 蘊著               | 納爾泰             | 敷文 鼐滿岱            | 托時 介福          | 鼐滿岱 長柱         |
| 乾隆十二年 （1747年）   | 蘊著 富德          | 納爾泰             | 鼐滿岱                 | 介福               | 長柱                |
| 乾隆十三年 （1748年）   | 富德 德爾格        | 納爾泰             | 鼐滿岱 吳拜 慧中       | 介福 鐘音          | 長柱                |
| 乾隆十四年 （1749年）   | 德爾格             | 納爾泰             | 慧中                   | 鐘音               | 長柱 卞塔海         |
| 乾隆十五年 （1750年）   | 德爾格             | 納爾泰 德齡        | 慧中 世臣              | 鐘音               | 卞塔海 吳拜         |
| 乾隆十六年 （1751年）   | 德爾格             | 德齡               | 世臣                   | 鐘音 富森          | 吳拜                |
| 乾隆十七年 （1752年）   | 德爾格             | 德齡 吳達善 蘇章阿 | 世臣 卞塔海            | 富森 吳達善        | 吳拜                |
| 乾隆十八年 （1753年）   | 德爾格 卞塔海      | 蘇章阿 世臣        | 卞塔海 德爾格          | 吳達善 蘇章阿 吳拜 | 吳拜 蘇章阿         |
| 乾隆十九年 （1754年）   | 卞塔海 勒克        | 世臣 卞塔海        | 德爾格                 | 吳拜               | 蘇章阿 赫赫         |
| 乾隆二十年 （1755年）   | 勒克 赫赫          | 卞塔海             | 德爾格 富僧額          | 吳拜               | 赫赫 奉寬           |
| 乾隆二十一年 （1756年） | 赫赫               | 卞塔海             | 富僧額                 | 吳拜               | 奉寬                |
| 乾隆二十二年 （1757年） | 赫赫               | 卞塔海             | 富僧額                 | 吳拜 石柱          | 奉寬                |
| 乾隆二十三年 （1758年） | 赫赫               | 卞塔海             | 富僧額 果勒敏          | 石柱 伊祿順 溫敏   | 奉寬                |
| 乾隆二十四年 （1759年） | 赫赫 常福          | 卞塔海             | 果勒敏                 | 溫敏               | 奉寬                |
| 乾隆二十五年 （1760年） | 常福               | 卞塔海             | 果勒敏                 | 溫敏 朝銓          | 奉寬                |
| 乾隆二十六年 （1761年） | 常福               | 卞塔海             | 果勒敏                 | 朝銓               | 奉寬                |
| 乾隆二十七年 （1762年） | 常福               | 卞塔海             | 果勒敏                 | 朝銓               | 奉寬                |
| 乾隆二十八年 （1763年） | 常福               | 卞塔海 永寧        | 果勒敏                 | 朝銓               | 奉寬                |
| 乾隆二十九年 （1764年） | 常福               | 永寧               | 果勒敏                 | 朝銓               | 奉寬 雅德           |
| 乾隆三十年 （1765年）   | 常福               | 永寧               | 果勒敏 富德            | 朝銓               | 雅德                |
| 乾隆三十一年 （1766年） | 常福 瓦爾達        | 永寧               | 富德                   | 朝銓               | 雅德                |
| 乾隆三十二年 （1767年） | 瓦爾達             | 永寧 溫敏          | 富德                   | 朝銓               | 雅德                |
| 乾隆三十三年 （1768年） | 瓦爾達             | 溫敏               | 富德                   | 朝銓               | 雅德                |
| 乾隆三十四年 （1769年） | 瓦爾達             | 溫敏 耀烸          | 富德                   | 朝銓               | 雅德                |
| 乾隆三十五年 （1770年） | 瓦爾達 實麟 塘古泰 | 耀烸 志信          | 富德                   | 朝銓               | 雅德                |
| 乾隆三十六年 （1771年） | 塘古泰             | 志信               | 富德 福德 伯興         | 朝銓               | 雅德                |
| 乾隆三十七年 （1772年） | 塘古泰 瓦爾達      | 志信               | 伯興                   | 朝銓               | 雅德 瓦爾達 景福    |
| 乾隆三十八年 （1773年） | 瓦爾達 德風        | 志信               | 伯興                   | 朝銓 喀爾崇義      | 景福                |
| 乾隆三十九年 （1774年） | 德風               | 志信               | 伯興                   | 喀爾崇義           | 景福                |
| 乾隆四十年 （1775年）   | 德風 喀爾崇義      | 志信 全魁          | 伯興                   | 喀爾崇義 穆精阿    | 景福 富察善         |
| 乾隆四十一年 （1776年） | 喀爾崇義           | 全魁               | 伯興                   | 穆精阿             | 富察善              |
| 乾隆四十二年 （1777年） | 喀爾崇義           | 全魁               | 伯興                   | 穆精阿             | 富察善              |
| 乾隆四十三年 （1778年） | 喀爾崇義           | 全魁               | 伯興                   | 穆精阿             | 富察善 德福         |
| 乾隆四十四年 （1779年） | 喀爾崇義 全魁      | 全魁 玉鼎住        | 伯興                   | 穆精阿             | 德福                |
| 乾隆四十五年 （1780年） | 全魁               | 玉鼎住             | 伯興                   | 穆精阿 榮柱        | 德福                |
| 乾隆四十六年 （1781年） | 全魁               | 玉鼎住             | 伯興                   | 榮柱               | 德福                |
| 乾隆四十七年 （1782年） | 全魁               | 玉鼎住             | 伯興                   | 榮柱               | 德福                |
| 乾隆四十八年 （1783年） | 全魁 鄂寶          | 玉鼎住 宜興        | 伯興 宜興（兼） 范宜清 | 榮柱               | 德福 成策           |
| 乾隆四十九年 （1784年） | 鄂寶               | 宜興               | 范宜清                 | 榮柱               | 成策                |
| 乾隆五十年 （1785年）   | 鄂寶               | 宜興               | 范宜清                 | 榮柱               | 成策                |
| 乾隆五十一年 （1786年） | 鄂寶               | 宜興               | 范宜清                 | 榮柱               | 成策                |
| 乾隆五十二年 （1787年） | 鄂寶 宜興          | 宜興 玉鼎住 祿康   | 范宜清                 | 榮柱               | 成策                |
| 乾隆五十三年 （1788年） | 宜興               | 祿康               | 范宜清                 | 榮柱               | 成策                |
| 乾隆五十四年 （1789年） | 宜興               | 祿康               | 范宜清                 | 榮柱 僧保住        | 成策                |
| 乾隆五十五年 （1790年） | 宜興               | 祿康               | 范宜清                 | 僧保住             | 成策                |
| 乾隆五十六年 （1791年） | 宜興               | 祿康               | 范宜清 玉保            | 僧保住 巴延三      | 成策 傅森           |
| 乾隆五十七年 （1792年） | 宜興 祿康 伯麟     | 祿康 德瑛          | 玉保 伯麟 祿康         | 巴延三 宜興        | 傅森                |
| 乾隆五十八年 （1793年） | 伯麟               | 德瑛               | 祿康                   | 宜興               | 傅森                |
| 乾隆五十九年 （1794年） | 伯麟               | 德瑛               | 祿康                   | 宜興 傅森          | 傅森 泰寧           |
| 乾隆六十年 （1795年）   | 伯麟               | 德瑛               | 祿康                   | 傅森               | 泰寧                |

## 嘉慶年間
| 年代                    | 戶部侍郎           | 禮部侍郎                     | 兵部侍郎              | 刑部侍郎             | 工部侍郎                   |
| ----------------------- | ------------------ | ---------------------------- | --------------------- | -------------------- | -------------------------- |
| 嘉慶元年 （1796年）     | 伯麟               | 德瑛                         | 祿康                  | 傅森                 | 泰寧                       |
| 嘉慶二年 （1797年）     | 伯麟               | 德瑛 寶源                    | 祿康                  | 傅森 德瑛            | 泰寧 薩敏                  |
| 嘉慶三年 （1798年）     | 伯麟 祿康          | 寶源 賡音布                  | 祿康 書敬 恭泰        | 德瑛                 | 薩敏                       |
| 嘉慶四年 （1799年）     | 祿康 瑚圖靈阿      | 賡音布                       | 恭泰 鐵保 瑚圖禮 成書 | 德瑛 鐵保 瑚圖禮     | 薩敏                       |
| 嘉慶五年 （1800年）     | 瑚圖靈阿 成書      | 賡音布                       | 成書 穆克登額         | 瑚圖禮 瑚圖靈阿 賡音 | 薩敏                       |
| 嘉慶六年 （1801年）     | 成書 德文          | 賡音布 繼善                  | 穆克登額              | 賡音                 | 薩敏                       |
| 嘉慶七年 （1802年）     | 德文               | 繼善 多慶                    | 穆克登額 花尚阿       | 賡音 繼善 穆克登額   | 薩敏 巴寧阿                |
| 嘉慶八年 （1803年）     | 德文               | 多慶                         | 花尚阿                | 穆克登額             | 巴寧阿 薩彬圖              |
| 嘉慶九年 （1804年）     | 德文 花尚阿        | 多慶                         | 花尚阿 榮麟           | 穆克登額             | 薩彬圖                     |
| 嘉慶十年 （1805年）     | 花尚阿 榮麟        | 多慶 德文                    | 榮麟 廣敏             | 穆克登額             | 薩彬圖                     |
| 嘉慶十一年 （1806年）   | 榮麟               | 德文 成格                    | 廣敏 豐紳濟倫         | 穆克登額             | 薩彬圖 策丹                |
| 嘉慶十二年 （1807年）   | 榮麟               | 成格                         | 豐紳濟倫 伊冲阿       | 穆克登額             | 策丹                       |
| 嘉慶十三年 （1808年）   | 榮麟               | 成格                         | 伊冲阿                | 穆克登額 馬慧裕 崇祿 | 策丹 博慶額                |
| 嘉慶十四年 （1809年）   | 榮麟 馬慧裕        | 成格 凱音布                  | 伊冲阿                | 崇祿                 | 博慶額                     |
| 嘉慶十五年 （1810年）   | 馬慧裕 貴慶 薩彬圖 | 凱音布                       | 伊冲阿 哈魯堪         | 崇祿                 | 博慶額                     |
| 嘉慶十六年 （1811年）   | 薩彬圖 潤祥        | 凱音布 哈魯堪（兼署） 花尚阿 | 哈魯堪                | 崇祿 和寧 貴慶       | 博慶額 富俊                |
| 嘉慶十七年 （1812年）   | 潤祥               | 花尚阿                       | 哈魯堪                | 貴慶                 | 富俊                       |
| 嘉慶十八年 （1813年）   | 潤祥               | 花尚阿 誠安                  | 哈魯堪 書敏           | 貴慶                 | 富俊 廉善                  |
| 嘉慶十九年 （1814年）   | 潤祥 德文          | 誠安                         | 書敏                  | 貴慶                 | 廉善                       |
| 嘉慶二十年 （1815年）   | 德文               | 誠安                         | 書敏                  | 貴慶 永祚            | 廉善                       |
| 嘉慶二十一年 （1816年） | 德文               | 誠安 昇寅                    | 書敏                  | 永祚 恩寧            | 廉善 恩寧 多福             |
| 嘉慶二十二年 （1817年） | 德文               | 昇寅                         | 書敏                  | 恩寧                 | 多福                       |
| 嘉慶二十三年 （1818年） | 德文 多福 明興阿   | 昇寅                         | 書敏                  | 恩寧 瑞麟            | 多福 明興阿 同麟 多山 常起 |
| 嘉慶二十四年 （1819年） | 明興阿             | 昇寅                         | 書敏                  | 瑞麟                 | 常起 明叙 齡椿             |
| 嘉慶二十五年 （1820年） | 明興阿             | 昇寅                         | 書敏 潤德             | 瑞麟 承光            | 齡椿                       |

## 道光年間
| 年代                    | 戶部侍郎                 | 禮部侍郎          | 兵部侍郎                   | 刑部侍郎                   | 工部侍郎                       |
| ----------------------- | ------------------------ | ----------------- | -------------------------- | -------------------------- | ------------------------------ |
| 道光元年 （1821年）     | 明興阿                   | 昇寅              | 潤德 佛住 書銘（原名書敏） | 承光 同麟                  | 齡椿                           |
| 道光二年 （1822年）     | 明興阿                   | 昇寅              | 書銘                       | 同麟                       | 齡椿 齊布森                    |
| 道光三年 （1823年）     | 明興阿                   | 昇寅              | 書銘                       | 同麟                       | 齊布森                         |
| 道光四年 （1824年）     | 明興阿                   | 昇寅 善慶         | 書銘                       | 同麟 海齡 多福 昇寅        | 齊布森                         |
| 道光五年 （1825年）     | 明興阿 常文              | 善慶              | 書銘                       | 昇寅 武忠額 多山           | 齊布森                         |
| 道光六年 （1826年）     | 常文                     | 善慶              | 書銘 惠端                  | 多山                       | 齊布森 海齡                    |
| 道光七年 （1827年）     | 常文                     | 善慶 鍾昌 特登額  | 惠端                       | 多山 海齡                  | 海齡 多山 保昌 誠端            |
| 道光八年 （1828年）     | 常文 多山                | 特登額 凱音布     | 惠端                       | 海齡 特登額                | 誠端                           |
| 道光九年 （1829年）     | 多山                     | 凱音布            | 惠端 那丹珠                | 特登額                     | 誠端 富呢揚阿                  |
| 道光十年 （1830年）     | 多山                     | 凱音布            | 那丹珠 常文                | 特登額 凱音布（兼署） 惠顯 | 富呢揚阿 那丹珠（兼署） 薩迎阿 |
| 道光十一年 （1831年）   | 多山 凱音布 鄂順安       | 凱音布 鐵麟 普保  | 常文                       | 惠顯 鄂順安 凱音布 裕泰    | 薩迎阿 嵩惠                    |
| 道光十二年 （1832年）   | 鄂順安 嵩惠              | 普保              | 常文 德興                  | 裕泰 常文 祥康             | 嵩惠 裕泰                      |
| 道光十三年 （1833年）   | 嵩惠 德興                | 普保              | 德興 德春                  | 祥康                       | 裕泰 恩特亨額 烏爾恭額         |
| 道光十四年 （1834年）   | 德興                     | 普保              | 德春                       | 祥康 貴慶                  | 烏爾恭額 富呢揚阿              |
| 道光十五年 （1835年）   | 德興                     | 普保 鄂順安 明訓  | 德春                       | 貴慶 富呢揚阿 文蔚         | 富呢揚阿 恩桂 奕澤             |
| 道光十六年 （1836年）   | 德興 德春                | 明訓 薩迎阿       | 德春 惠吉 文蔚             | 文蔚 惠吉                  | 奕澤                           |
| 道光十七年 （1837年）   | 德春                     | 薩迎阿            | 文蔚                       | 惠吉 麟魁                  | 奕澤 功普 德誠                 |
| 道光十八年 （1838年）   | 德春                     | 薩迎阿            | 文蔚 成剛                  | 麟魁 松峻 德誠             | 德誠 柏葰                      |
| 道光十九年 （1839年）   | 德春 德誠 薩迎阿         | 薩迎阿 明訓       | 成剛                       | 德誠                       | 柏葰                           |
| 道光二十年 （1840年）   | 薩迎阿 惟勤 成剛（兼署） | 明訓              | 成剛 道慶                  | 德誠 惟勤 柏葰 成剛        | 柏葰 德厚                      |
| 道光二十一年 （1841年） | 惟勤 成剛（兼署）        | 明訓              | 道慶                       | 成剛                       | 德厚                           |
| 道光二十二年 （1842年） | 惟勤 惠豐                | 明訓              | 道慶 舒興阿                | 成剛 惠豐 訥勒亨額         | 德厚                           |
| 道光二十三年 （1843年） | 惠豐 明訓                | 明訓 春佑         | 舒興阿 倭什訥              | 訥勒亨額 賡福 斌良         | 德厚                           |
| 道光二十四年 （1844年） | 明訓                     | 春佑              | 倭什訥 福濟 廣林           | 斌良 德厚                  | 德厚 博迪蘇 倭什訥 培成        |
| 道光二十五年 （1845年） | 明訓                     | 春佑              | 廣林 齡鑑                  | 德厚 廣林                  | 培成                           |
| 道光二十六年 （1846年） | 明訓 慶祺                | 春佑              | 齡鑑                       | 廣林                       | 培成                           |
| 道光二十七年 （1847年） | 慶祺                     | 春佑              | 齡鑑 靈桂                  | 廣林 桂德                  | 培成                           |
| 道光二十八年 （1848年） | 慶祺                     | 春佑              | 靈桂 恒毓                  | 桂德 靈桂 毓書             | 培成 道慶                      |
| 道光二十九年 （1849年） | 慶祺 書元                | 春佑 恒毓（兼署） | 恒毓                       | 毓書 景淳                  | 道慶 景淳 培成                 |
| 道光三十年 （1850年）   | 書元 恒毓                | 春佑 廣林 耆瑞    | 恒毓 廣林                  | 景淳                       | 培成                           |

## 咸豐年間
| 年代                  | 戶部侍郎        | 禮部侍郎    | 兵部侍郎                    | 刑部侍郎        | 工部侍郎       |
| --------------------- | --------------- | ----------- | --------------------------- | --------------- | -------------- |
| 咸豐元年 （1851年）   | 恒毓            | 耆瑞        | 廣林                        | 景淳            | 培成           |
| 咸豐二年 （1852年）   | 恒毓            | 耆瑞 和色本 | 廣林 耆瑞                   | 景淳            | 培成 廣林      |
| 咸豐三年 （1853年）   | 恒毓            | 和色本      | 耆瑞 富呢雅杭阿             | 景淳 書元       | 廣林 恒春 善燾 |
| 咸豐四年 （1854年）   | 恒毓            | 和色本      | 富呢雅杭阿                  | 書元            | 善燾           |
| 咸豐五年 （1855年）   | 恒毓 書元       | 和色本      | 富呢雅杭阿                  | 書元 善燾       | 善燾 錫齡      |
| 咸豐六年 （1856年）   | 書元 富呢雅杭阿 | 和色本 倭仁 | 富呢雅杭阿 錫齡 聯奎 訥爾濟 | 善燾 和潤       | 錫齡 善燾 麟興 |
| 咸豐七年 （1857年）   | 富呢雅杭阿 倭仁 | 倭仁 文俊   | 訥爾濟                      | 和潤            | 麟興           |
| 咸豐八年 （1858年）   | 倭仁            | 文俊        | 訥爾濟                      | 和潤            | 麟興           |
| 咸豐九年 （1859年）   | 倭仁            | 文俊 雙福   | 訥爾濟 煜綸                 | 和潤 文俊（署） | 麟興           |
| 咸豐十年 （1860年）   | 倭仁            | 雙福        | 煜綸                        | 和潤            | 麟興           |
| 咸豐十一年 （1861年） | 倭仁 和潤       | 雙福        | 煜綸                        | 和潤 清安       | 麟興 清安 載肅 |

## 同治年間
| 年代                  | 戶部侍郎      | 禮部侍郎        | 兵部侍郎               | 刑部侍郎  | 工部侍郎  |
| --------------------- | ------------- | --------------- | ---------------------- | --------- | --------- |
| 同治元年 （1862年）   | 和潤          | 雙福 清安       | 煜綸 聯康              | 清安 志和 | 載肅      |
| 同治二年 （1863年）   | 和潤 寶珣     | 清安            | 聯康                   | 志和      | 載肅      |
| 同治三年 （1864年）   | 寶珣          | 清安            | 聯康                   | 志和      | 載肅 桂清 |
| 同治四年 （1865年）   | 寶珣 額勒和布 | 清安 慶春（署） | 聯康 桂清（兼署） 延煦 | 志和      | 桂清      |
| 同治五年 （1866年）   | 額勒和布      | 清安            | 延煦                   | 志和      | 桂清      |
| 同治六年 （1867年）   | 額勒和布      | 清安            | 延煦 瑞聯              | 志和      | 桂清 奕慶 |
| 同治七年 （1868年）   | 額勒和布      | 清安            | 瑞聯                   | 志和      | 奕慶      |
| 同治八年 （1869年）   | 額勒和布      | 清安 麟書       | 瑞聯 綿宜              | 志和 瑞聯 | 奕慶      |
| 同治九年 （1870年）   | 額勒和布      | 麟書            | 綿宜                   | 瑞聯      | 奕慶      |
| 同治十年 （1871年）   | 額勒和布 瑞聯 | 麟書            | 綿宜                   | 瑞聯 銘安 | 奕慶      |
| 同治十一年 （1872年） | 瑞聯          | 麟書            | 綿宜 繼格              | 銘安      | 奕慶      |
| 同治十二年 （1873年） | 瑞聯 志和     | 麟書            | 繼格                   | 銘安      | 奕慶 桂清 |
| 同治十三年 （1874年） | 志和          | 麟書            | 繼格                   | 銘安      | 桂清      |

## 光緒年間
| 年代                    | 戶部侍郎          | 禮部侍郎    | 兵部侍郎          | 刑部侍郎          | 工部侍郎       |
| ----------------------- | ----------------- | ----------- | ----------------- | ----------------- | -------------- |
| 光緒元年 （1875年）     | 志和 崇實 岐元    | 麟書 蘇勒布 | 繼格              | 銘安              | 桂清 訥仁 興恩 |
| 光緒二年 （1876年）     | 岐元              | 蘇勒布      | 繼格              | 銘安              | 興恩           |
| 光緒三年 （1877年）     | 岐元              | 蘇勒布      | 繼格              | 銘安 繼格（兼署） | 興恩           |
| 光緒四年 （1878年）     | 岐元              | 蘇勒布      | 繼格 綿宜         |                   | 興恩           |
| 光緒五年 （1879年）     | 岐元 恩福         | 蘇勒布      | 綿宜              | 啟秀              | 興恩           |
| 光緒六年 （1880年）     | 恩福              | 蘇勒布 松森 | 綿宜 寶森         | 啟秀              | 興恩           |
| 光緒七年 （1881年）     | 恩福              | 松森        | 寶森              | 啟秀 寶森（兼署） | 興恩           |
| 光緒八年 （1882年）     | 恩福 啟秀         | 松森        | 寶森 鍾濂         | 啟秀 寶森         | 興恩           |
| 光緒九年 （1883年）     | 啟秀              | 松森        | 鍾濂              | 寶森              | 興恩 阿克丹    |
| 光緒十年 （1884年）     | 啟秀              | 松森        | 鍾濂              | 寶森              | 阿克丹         |
| 光緒十一年 （1885年）   | 啟秀              | 松森        | 鍾濂 鳳秀         | 寶森              | 阿克丹         |
| 光緒十二年 （1886年）   | 啟秀              | 松森 文暉   | 鳳秀              | 寶森 松森         | 阿克丹         |
| 光緒十三年 （1887年）   | 啟秀              | 文暉        | 鳳秀              | 松森 英煦         | 阿克丹         |
| 光緒十四年 （1888年）   | 啟秀 綿宜         | 文暉 懷塔布 | 鳳秀              | 英煦              | 阿克丹         |
| 光緒十五年 （1889年）   | 綿宜              | 懷塔布      | 鳳秀              | 英煦              | 阿克丹         |
| 光緒十六年 （1890年）   | 綿宜              | 懷塔布      | 鳳秀 豐烈         | 英煦              | 阿克丹         |
| 光緒十七年 （1891年）   | 綿宜              | 懷塔布 文興 | 豐烈              | 英煦              | 阿克丹         |
| 光緒十八年 （1892年）   | 綿宜              | 文興        | 豐烈 啟秀         | 英煦              | 阿克丹 鳳秀    |
| 光緒十九年 （1893年）   | 綿宜              | 文興        | 啟秀              | 英煦              | 鳳秀           |
| 光緒二十年 （1894年）   | 綿宜              | 文興        | 啟秀 壽蔭         | 英煦              | 鳳秀           |
| 光緒二十一年 （1895年） | 綿宜 弼良         | 文興        | 壽蔭 溥顧         | 英煦              | 鳳秀           |
| 光緒二十二年 （1896年） | 弼良              | 文興        | 溥顧              | 英煦              | 鳳秀 鍾靈      |
| 光緒二十三年 （1897年） | 弼良              | 文興        | 溥顧              | 英煦              | 鍾靈           |
| 光緒二十四年 （1898年） | 弼良              | 文興        | 溥顧 薩廉         | 英煦              | 鍾靈           |
| 光緒二十五年 （1899年） | 弼良 清銳         | 文興 崇寬   | 薩廉              | 英煦 溥頲         | 鍾靈           |
| 光緒二十六年 （1900年） | 清銳              | 崇寬        | 薩廉              | 溥頲              | 鍾靈           |
| 光緒二十七年 （1901年） | 清銳              | 崇寬 特圖慎 | 薩廉              | 溥頲              | 鍾靈           |
| 光緒二十八年 （1902年） | 清銳              | 特圖慎 榮惠 | 薩廉              | 溥頲              | 鍾靈           |
| 光緒二十九年 （1903年） | 清銳 溥頲         | 景厚        | 薩廉              | 溥頲 儒林         | 鍾靈           |
| 光緒三十年 （1904年）   | 溥頲 廷杰（兼署） | 景厚        | 薩廉 鍾靈（兼署） | 儒林              | 鍾靈           |
| 光緒三十一年 （1905年） | 廷杰（兼署）      | 景厚        | 鍾靈（兼署）      | 儒林              | 鍾靈           |